# George Henry Gordon
George Henry Gordon (Charlestown, Massachusetts, Estados Unidos, 19 de julio de 1823 - Framingham, Massachusetts, Estados Unidos, 30 de agosto de 1886) fue un abogado y general del Ejército federal durante la guerra civil estadounidense.
En 1846, Gordon se graduó en la academia militar de West Point y sirvió en la campaña del sur durante la Intervención estadounidense en México, en la que fue ascendido a teniente primero de forma temporal (lo que en inglés se denomina brevet) por su actuación en la batalla de Cerro Gordo. Dejó el ejército en 1854 y tras estudiar en la Facultad de Derecho de la Universidad de Harvard, ejerció la abogacía en Boston.
Cuando la Guerra Civil estalló en 1861, organizó y se convirtió en coronel del Segundo Regimiento de Voluntarios de Infantería de Massachusetts. En 1862 fue nombrado brigadier general de voluntarios y combatió en varias batallas. El 9 de abril de 1865 fue ascendido a brevet mayor general de voluntarios. Sirvió en el ejército hasta el 24 de agosto de 1865. Al terminar la guerra, ejerció la abogacía en Boston. Murió en Framingham y fue enterrado en Framingham Centre. Publicó los siguientes libros:
- Historia del Segundo Regimiento de Massachusetts (History of the Second Massachusetts Regiment) (1876)
- Historia de la Campaña del Ejército de Virginia bajo las órdenes del general John Pope desde Cedar Mountain hasta Alexandria (History of the Campaign of the Army of Virginia under Gen. John Pope from Cedar Mountain to Alexandria) (1880)
- Un diario de guerra de los acontecimientos de la Guerra de la Gran Rebelión, 1863-65 (A War Diary of the Events of the War of the Great Rebellion, 1863-65) (1882)
- Brook Farm a Cedar Mountain (Brook Farm to Cedar Mountain) (1883)